# 倒卵形碘泡虫
倒卵形碘泡虫（学名：Myxobolus obovoides）为碘泡科碘泡虫属的动物。在中国，分布于辽宁、湖北、四川、陕西等，营寄生生活，寄生在鲤的鳃、体表、鳍、膀胱、肝、棒花鱼的鳃、肾、云南光唇鱼的肾以及长蛇鮈的肠道。